# Свјентохловице
Свјентохловице (пољ. Świętochłowice) је град на југозападу Пољске. Од 1999. године се налази у Војводству Шлеско, пре чега се налазио у Војводству Катовице).
У Свјентохловицама се 1943. отворио огранак логора „Аушвиц“ — радни логор „Згода“). Логор је поново отворен од стране пољских комунистичких власти јануару 1945. године. Пре него што је у новембру исте године затворен, у њему је живот изгубило 2.500 особа.

## Становништво
Према прелиминарним подацима са пописа, у граду је 2011. живело 53.150 становника.
| 2002.  | 2011.  | 2012.  |
| ------ | ------ | ------ |
| 56.410 | 53.150 | 52.372 |

## Партнерски градови
- Нови Јичин
- Heiloo
- Laa an der Thaya
- Тисаујварош
- Римавска Собота